# Venezuelas herrlandslag i volleyboll
Venezuelas herrlandslag i volleyboll (spanska: Selección de voleibol de Venezuela) representerar Venezuela i volleyboll på herrsidan. Det tillhör de mest framgångsrika lagen i Sydamerika. De har deltagit i VM flera gånger, OS två gånger samt tagit ett stort antal medaljer vid  sydamerikanska mästerskapet.

### Fotnoter
1. 1 2 3 4 5 6 7 8 9 10 11 12 13 14 15 16 17 18 19 20 21 22 23 24 25 26 27  ”Sud. Mayores - Masculino” (på engelska). Confederación Sudamericana de Voleibol. http://www.voleysur.org/v2/resultados/rankingpiso.asp?c=MayoresMasculino. Läst 20 november 2023.
2. ↑  ”FIVB Volleyball Men's World Championship 2014 Qualification” (på engelska). Fédération Internationale de Volleyball. 24 september 2015. https://web.archive.org/web/20150924145143/http://www.fivb.org/PL/Volleyball/Competitions/WorldChampionships/2014/Men/pastresults.asp?year=1982. Läst 31 oktober 2023.
3. ↑  Todor Krastev. ”Men Volleyball XII World Championship 1990 Rio de Janeiro (BRA) - 18-28.10 - Winner Italy” (på engelska). http://www.todor66.com/volleyball/World/Men_1990.html. Läst 2 december 2023.
4. ↑  ”Olympedia”. https://www.olympedia.org/results/262828.
5. ↑  ”2010 FIVB Volleyball World Championship - Italy” (på engelska). Fédération Internationale de Volleyball. http://www.fivb.org/EN/Volleyball/Competitions/WorldChampionships/2010/Men/FinalStanding.asp?Tourn=MWCH2010. Läst 4 februari 2024.
6. ↑  ”Tournament Standing - FIVB Volleyball Men's World Championship Poland 2014” (på engelska). Fédération Internationale de Volleyball. http://poland2014.fivb.org/en/competition/final-standing. Läst 4 februari 2024.
7. ↑  ”Olympedia”. https://www.olympedia.org/results/19001150.